# Meßbach (Fischbachtal)
Meßbach ist der kleinste Ortsteil der Gemeinde Fischbachtal im südhessischen Landkreis Darmstadt-Dieburg.

## Geographie
Das von Wald umgebene, offene Dorf Meßbach liegt in einseitiger Tallage im Granitgebiet des nördlichen Odenwalds, ca. 17 km südwestlich von Dieburg. Der Ortsteil Meßbach besteht aus der 222,4 Hektar großen Gemarkung Meßbach. In der Gemarkung liegt der Siedlungsplatz „Siedlung Erholungsheim“.
An den Ortsteil Meßbach grenzt, vom Norden beginnend, im Uhrzeigersinn an die Orte Niedernhausen, Nonrod, Fränkisch-Crumbach, Steinau und Billings. Der Ort ist nur über die Kreisstraße 72 erreichbar, die zwischen Niedernhausen und Billings in südöstlicher Richtung von der Landesstraße 3102 abzweigt.

## Geschichte

### Ortsgeschichte
Die älteste urkundliche Erwähnung des Dorfs datiert in das Jahre 1384. In historischen Dokumenten ist der Ort im Laufe der Jahrhunderte unter wechselnden Ortsnamen belegt (in Klammern das Jahr der Erwähnung): „Mißbach“ (1392); „Messebach“ (1405 und 1424); „Messebach“ (1430); „Mespach“ (1557); „Meßbach; Messbach“ (1722).
Meßbach (früher Waldhausen) lag im Gerichtsbezirk der Zent Oberramstadt. Die Zent war in sogenannte Reiswagen eingeteilt, denen jeweils ein Oberschultheiß vorstand, die dem Zentgrafen unterstellt waren. Dieser Bezirk hatte einen Frachtwagen (Reiswagen) einschließlich Zugtieren und Knechten für Feldzüge bereitzustellen. Meßbach gehörte zum Großbieberauer Reiswagen, der von Waldhausen bestand aus den Orten Niedernhausen, Billings, Meßbach und Nonrod sowie den Dörfern Rodau, Wersau und Steinau. Die gesamte Zent Oberramstadt war dem Amt Lichtenberg zugeteilt. Diese Einteilung bestand noch bis zum Beginn des 19. Jahrhunderts.
Noch 1806 wurden die Orte Billings, Meßbach und Nonrod als Dörfer der Gemeinde Waldhausen genannt.
Die Statistisch-topographisch-historische Beschreibung des Großherzogthums Hessen berichtete 1829 über Meßbach:

„Meßbach (L. Bez. Reinheim) luth Filialdorf; liegt 2 St von Reinheim, und hat 11 Häuser und 78 Einw., die bis auf 6 Kath. lutherisch sind. Nicht unintressant ist eine Felsenhöhle auf einem hohen Berge bei diesem Dörfchen. Im Jahr 1648 war der Ort ganz unbewohnt.“

Die Alte Schule wurde 1905 erbaut und befindet sich heute in Privatbesitz.
Hessische Gebietsreform (1970–1977)
Meßbach war bis zum freiwilligen Zusammenschluss mit den Gemeinden Steinau, Lichtenberg, Nonrod, Billings und Niedernhausen zur Gemeinde Fischbachtal am 31. Dezember 1971 im Zuge der Gebietsreform in Hessen eine selbstständige Gemeinde.
Für jede dieser ehemaligen Gemeinden wurde ein Ortsbezirk eingerichtet. Die Gemeindeverwaltung erhielt ihren Sitz im Ortsteil Niedernhausen.

### Verwaltungsgeschichte im Überblick
Die folgende Liste zeigt die Staaten und Verwaltungseinheiten, denen Meßbach angehört(e):
- vor 1479: Heiliges Römisches Reich, Grafschaft Katzenelnbogen, Obergrafschaft Katzenelnbogen (1430 zur Kellerei Lichtenberg)
- ab 1479: Heiliges Römisches Reich, Landgrafschaft Hessen (durch Erbfall), Obergrafschaft Katzenelnbogen
- ab 1567: Heiliges Römisches Reich, Landgrafschaft Hessen-Darmstadt, Obergrafschaft Katzenelnbogen (1783: Amt Lichtenberg, Zent Oberramstadt, Großbieberauer Reiswagen)
- ab 1803: Heiliges Römisches Reich, Landgrafschaft Hessen-Darmstadt, Fürstentum Starkenburg, Amt Lichtenberg
- ab 1806: Großherzogtum Hessen,[Anm. 2] Fürstentum Starkenburg, Amt Lichtenberg[15]
- ab 1815: Großherzogtum Hessen[Anm. 3], Provinz Starkenburg, Amt Lichtenberg
- ab 1821: Großherzogtum Hessen, Provinz Starkenburg, Landratsbezirk Reinheim[Anm. 4]
- ab 1832: Großherzogtum Hessen, Provinz Starkenburg, Landkreis Dieburg
- ab 1848: Großherzogtum Hessen, Regierungsbezirk Dieburg
- ab 1852: Großherzogtum Hessen, Provinz Starkenburg, Kreis Dieburg
- ab 1871: Deutsches Reich,[16] Großherzogtum Hessen, Provinz Starkenburg, Kreis Dieburg
- ab 1918: Deutsches Reich, Volksstaat Hessen,[Anm. 5] Provinz Starkenburg, Kreis Dieburg
- ab 1938: Deutsches Reich, Volksstaat Hessen, Landkreis Dieburg[17][Anm. 6]
- ab 1945: Deutsches Reich, Amerikanische Besatzungszone,[Anm. 7] Groß-Hessen, Regierungsbezirk Darmstadt, Landkreis Dieburg
- ab 1946: Deutsches Reich, Amerikanische Besatzungszone, Land Hessen, Regierungsbezirk Darmstadt, Landkreis Dieburg
- ab 1949: Bundesrepublik Deutschland, Land Hessen, Regierungsbezirk Darmstadt, Landkreis Dieburg
- ab 1971: Bundesrepublik Deutschland, Land Hessen, Regierungsbezirk Darmstadt, Landkreis Dieburg, Gemeinde Fischbachtal[Anm. 8]
- ab 1977: Bundesrepublik Deutschland, Land Hessen, Regierungsbezirk Darmstadt, Landkreis Darmstadt-Dieburg, Gemeinde Fischbachtal

### Gerichte
Meßbach gehörte zum Zentgericht Oberramstadt. 1630 wurde ein Untergericht Waldhausen genannt. In der Landgrafschaft Hessen-Darmstadt wurde mit Ausführungsverordnung vom 9. Dezember 1803 das Gerichtswesen neu organisiert. Für das Fürstentum Starkenburg wurde das Hofgericht Darmstadt eingerichtet. Es war für normale bürgerliche Streitsachen Gericht der zweiten Instanz, für standesherrliche Familienrechtssachen und Kriminalfälle die erste Instanz. Übergeordnet war das Oberappellationsgericht Darmstadt. Die Rechtsprechung der ersten Instanz wurde durch die Ämter bzw. Standesherren vorgenommen.
Damit war für Meßbach das Amt Lichtenberg zuständig. Die Zentgerichte hatten damit ihre Funktion verloren.
Mit Bildung der Landgerichte im Großherzogtum Hessen war ab 1821 das Landgericht Lichtenberg das Gericht erster Instanz, zweite Instanz war das Hofgericht Darmstadt. Es folgten:
- ab 1848: Landgericht Reinheim (Verlegung von Lichtenberg nach Reinheim), zweite Instanz: Hofgericht Darmstadt
- ab 1879: Amtsgericht Reinheim, zweite Instanz: Landgericht Darmstadt
- ab 1968: Amtsgericht Darmstadt mit der Auflösung des Amtsgerichts Reinheim, zweite Instanz: Landgericht Darmstadt

## Bevölkerung

### Einwohnerstruktur 2011
Nach den Erhebungen des Zensus 2011 lebten am Stichtag, dem 9. Mai 2011, in Meßbach 111 Einwohner. Darunter waren 3 (2,7 %) Ausländer.
Nach dem Lebensalter waren 9 Einwohner unter 18 Jahren, 48 zwischen 18 und 49, 30 zwischen 50 und 64 und 24 Einwohner waren älter.
Die Einwohner lebten in 45 Haushalten. Davon waren 9 Singlehaushalte, 12 Paare ohne Kinder und 18 Paare mit Kindern, sowie 3 Alleinerziehende und 3 Wohngemeinschaften. In 3 Haushalten lebten ausschließlich Senioren und in 27 Haushaltungen keine Senioren.

### Einwohnerentwicklung
| • 1648: | unbewohnt                                              |
| • 1791: | 329 (mit Niedernhausen, Billings und Nonrod) Einwohner |
| • 1800: | 71 Einwohner                                           |
| • 1806: | 80 Einwohner, 10 Häuser                                |
| • 1829: | 78 Einwohner, 11 Häuser                                |
| • 1867: | 71 Einwohner, 12 Häuser                                |

| Meßbach: Einwohnerzahlen von 1800 bis 2023 | Meßbach: Einwohnerzahlen von 1800 bis 2023 | Meßbach: Einwohnerzahlen von 1800 bis 2023 | Meßbach: Einwohnerzahlen von 1800 bis 2023 | Meßbach: Einwohnerzahlen von 1800 bis 2023 |
| --- | ------------------------------------------ | ------------------------------------------ | ------------------------------------------ | ------------------------------------------ |
| Jahr |                                            |                                            |                                            | Einwohner                                  |
| 1800 | 1800                                       |                                            | 71                                         | 71                                         |
| 1806 | 1806                                       |                                            | 80                                         | 80                                         |
| 1829 | 1829                                       |                                            | 78                                         | 78                                         |
| 1834 | 1834                                       |                                            | 89                                         | 89                                         |
| 1840 | 1840                                       |                                            | 89                                         | 89                                         |
| 1846 | 1846                                       |                                            | 94                                         | 94                                         |
| 1852 | 1852                                       |                                            | 93                                         | 93                                         |
| 1858 | 1858                                       |                                            | 81                                         | 81                                         |
| 1864 | 1864                                       |                                            | 79                                         | 79                                         |
| 1871 | 1871                                       |                                            | 72                                         | 72                                         |
| 1875 | 1875                                       |                                            | 82                                         | 82                                         |
| 1885 | 1885                                       |                                            | 96                                         | 96                                         |
| 1895 | 1895                                       |                                            | 79                                         | 79                                         |
| 1905 | 1905                                       |                                            | 82                                         | 82                                         |
| 1910 | 1910                                       |                                            | 86                                         | 86                                         |
| 1925 | 1925                                       |                                            | 75                                         | 75                                         |
| 1939 | 1939                                       |                                            | 75                                         | 75                                         |
| 1946 | 1946                                       |                                            | 131                                        | 131                                        |
| 1950 | 1950                                       |                                            | 126                                        | 126                                        |
| 1956 | 1956                                       |                                            | 97                                         | 97                                         |
| 1961 | 1961                                       |                                            | 100                                        | 100                                        |
| 1967 | 1967                                       |                                            | 121                                        | 121                                        |
| 1970 | 1970                                       |                                            | 109                                        | 109                                        |
| 1980 | 1980                                       |                                            | ?                                          | ?                                          |
| 1990 | 1990                                       |                                            | ?                                          | ?                                          |
| 2000 | 2000                                       |                                            | ?                                          | ?                                          |
| 2011 | 2011                                       |                                            | 111                                        | 111                                        |
| 2015 | 2015                                       |                                            | 96                                         | 96                                         |
| 2023 | 2023                                       |                                            | 111                                        | 111                                        |
| Datenquelle: Historisches Gemeindeverzeichnis für Hessen: Die Bevölkerung der Gemeinden 1834 bis 1967. Wiesbaden: Hessisches Statistisches Landesamt, 1968. Weitere Quellen: LAGIS; Zensus 2011; Gemeinde Fischbachtal: 2015; 2023 |                                            |                                            |                                            |                                            |

### Historische Religionszugehörigkeit
| • 1829: | 72 lutheranische (= 92,31 %), und 6 katholische (= 7,70 %) Einwohner |
| • 1961: | 82 evangelische (= 82,00 %), 17 katholische (= 17,00 %)              |

## Politik
Für Meßbach besteht ein Ortsbezirk (Gebiete der ehemaligen Gemeinde Meßbach) mit Ortsbeirat und Ortsvorsteher nach der Hessischen Gemeindeordnung. Der Ortsbeirat besteht aus drei Mitgliedern. Bei den Kommunalwahlen in Hessen 2021 wurden gewählt: Zwei Mitglieder der CDU und ein Mitglied der SPD. Der Ortsbeirat wählte Klaus Ptak (CDU) zum Ortsvorsteher.